# François de Maucroix
François de Maucroix (* 7. Januar 1619 in Noyon; † 9. April 1708 in Reims) war ein französischer Schriftsteller und Übersetzer.

## Leben und Werk
François de Maucroix war der Sohn eines Staatsanwalts. Er besuchte das Gymnasium in Château-Thierry, wo er Jean de La Fontaine zum Mitschüler hatte, studierte Jura und wurde nach kurzer Anwaltstätigkeit Kanoniker der Kathedrale von Reims, später auch Generalsekretär der französischen Geistlichenversammlung, verzichtete aber nicht auf ein mondänes Dasein als Literat.
Er ist vor allem bekannt als lebenslang bester Freund von La Fontaine, mit dem zusammen er 1645 den literarischen Freundeskreis um Pellisson, Furetière und François Cassandre bildete, von 1658 bis 1661 den Hof von Fouquet frequentierte, 1685 ein gemeinsames Buch veröffentlichte (Ouvrages de prose et de poésie des sieurs de Maucroix et de La Fontaine) und den er 1695 beim Sterben begleitete.
Er selbst trat vor allem als Übersetzer in Erscheinung, wobei er im Kontakt zu Olivier Patru, Nicolas Perrot d’Ablancourt und Tallemant stand. Er übersetzte aus dem Altgriechischen Johannes Chrysostomos, Plato, Demosthenes und Asterius von Amaseia sowie aus dem Latein Cicero, Laktanz, Denis Pétau und Nicholas Sanders.

## Werke (Auswahl)
- Oeuvres diverses. Hrsg. Louis Paris. Brissart-Binet, Reims 1854. Slatkine, Genf 1971.
- Lettres de Maucroix. Hrsg. Renée Kohn. Presses universitaires de France, Paris 1962. (kritische Ausgabe)